# Dušan Makavejev
Dušan Makavejev, cyr. Душан Макавејев (ur. 13 października 1932 w Belgradzie, zm. 25 stycznia 2019 tamże) – serbski reżyser i scenarzysta filmowy.

## Życiorys
Był synem Sergije Makavejeva i Jelki z d. Bojkić. Uznawany za ojca nowoczesnej kinematografii jugosłowiańskiej. Znany z filmów tworzonych w latach 60. i 70. Za jego największy sukces artystyczny uznawany był obraz WR - tajemnice organizmu (1971).
Laureat Srebrnego Niedźwiedzia – Nagrody Specjalnej Jury na 18. MFF w Berlinie za film Bezbronna niewinność (1968). Zasiadał w jury konkursu głównego na 20. MFF w Berlinie (1970) oraz na 61. MFF w Wenecji (2004).

## Filmografia
| Rok  | Tytuł polski | Tytuł angielski                                              | Tytuł oryginalny                                | Uwagi |
| ---- | --- | ------------------------------------------------------------ | ----------------------------------------------- | --- |
| 1953 | |                                                              | Jatagan mala                                    | |
| 1955 | Pieczęć | The Seal                                                     | Pečat                                           | |
| 1957 | Rozbite lustro Antoniego                                                                                                | Anthony’s Broken Mirror                                      | Antonijevo razbijeno ogledalo                   | |
| 1958 | Nie wierzcie w pomniki                                                                                                  | Don't Believe in Monuments                                   | Spomenicima ne treba verovati                   | |
| 1958 | Album pszczelarza | Beekeeper's Scrapbook                                        | Slikovnica pčelara                              | |
| 1958 | |                                                              | Košnice pune smijeha                            | |
| 1958 | Śniące kolory | Colors Are Dreaming                                          | Boje sanjaju                                    | |
| 1958 | Przeklęte święto | Damned Holiday                                               | Prokleti praznik                                | |
| 1959 | Co to jest rada zakładowa?                                                                                              | What Is a Workers Council?                                   | Što je radnički savjet?                         | |
| 1961 | Edukacyjna bajka | Educational Fairy Tale                                       | Pedagoška bajka                                 | |
| 1961 | Ene, due, rabe | One Potato, Two Potato                                       | Eci, pec, pec                                   | |
| 1961 | Uśmiech '61 | Smile 61                                                     | Osmjeh 61                                       | |
| 1962 | Miss Piękności ’62 | Miss Beauty 62                                               | Ljepotica 62                                    | |
| 1962 | | Film About a Book                                            | Film o knjizi A.B.C.                            | |
| 1962 | Pochód | Parade                                                       | Parada                                          | |
| 1962 | Precz z płotami | Down with the Fences                                         | Dole plotovi                                    | |
| 1964 | Nowe zwierzę domowe | New Domestic Animal                                          | Nova domača životinja                           | |
| 1964 | | New Toy                                                      | Nova igračka                                    | |
| 1965 | Człowiek nie jest ptakiem                                                                                               | Man Is Not a Bird                                            | Čovek nije tica                                 | Debiut fabularny. |
| 1967 | Sprawa miłosna albo tragedia telefonistki, (inny zapis tytułu polskiego Miłosny przypadek, czyli tragedia telefonistki) | Love Affair; Or The Case of the Missing Switchboard Operator | Ljubavni slučaj ili tragedija službenice P.T.T. | |
| 1968 | Bezbronna niewinność | Innocence Unprotected                                        | Nevinost bez zaštite                            | Na podstawie filmu pod tym samym tytułem z 1941. |
| 1971 | Tęsknię za Sonją Henie                                                                                                  | I Miss Sonia Henie                                           | I Miss Sonia Henie                              | Film zrealizowany razem z tymi reżyserami: Miloš Forman, Paul Morrissey, Buck Henry, Frederick Wiseman, Tinto Brass, Karpo Aćimović-Godina, Mladomir 'Puriša' Đorđević. |
| 1971 | WR - tajemnice organizmu                                                                                                | W.R.: Mysteries of the Organism                              | W.R. – Misterije organizma                      | |
| 1974 | | Wet Dreams                                                   | Wet Dreams                                      | Film nowelowy, segment Politfuck. |
| 1974 | Słodki film | Sweet Movie                                                  | Sweet Movie                                     | Pierwszy film podejmujący sprawę zbrodni katyńskiej. |
| 1981 | Czarnogóra, czyli perły i wieprze                                                                                       | Montenegro – Or Pigs and Pearls                              | Montenegro                                      | |
| 1985 | Dziecko Coca-Coli | The Coca-Cola Kid                                            | The Coca-Cola Kid                               | |
| 1988 | Manifest |                                                              | Manifesto                                       | |
| 1993 | Goryle kąpią się w południe                                                                                             | Gorilla Bathes at Noon                                       | Gorila se kupa u podne                          | |
| 1994 | Dziura w duszy | A Hole in the Soul                                           | Rupa u duši                                     | |
| 1996 | Duńskie dziewczyny pokazują wszystko                                                                                    | Danish Girls Show Everything                                 | Danske piger viser alt                          | |